# نقد آیین زرتشتی
نقد آیین زرتشتی (به زبان انگلیسی: Criticism of Zoroastrianism) معمولاً به نقد آیین زرتشتی در باورها، اصول یا هر عقیدهٔ مرتبط با آیین زرتشتی گفته می‌شود که در طول سده‌های پی‌درپی، از جانب پیروان ادیان دیگر و همین‌طور زرتشتیانی که به دنبال اصلاح دین بوده‌اند، صورت گرفته است.

## زرتشت
در اوایل سدهٔ نوزدهم، یک مبلغ مسیحی مستقر در هند بریتانیا، با نام جان ویلسون، ادعا کرد که زرتشت هرگز مأموریت حقیقی الهی نداشته است (یا هرگز چنین نقشی را ادعا نکرده است)، او هرگز معجزه نکرده یا پیشگویی نکرده است و داستان زندگی او تنها برداشتی از افسانه‌ها و داستان‌های نسبتاً مدرن است. برخی دیگر ادعا می‌کنند که تمام منابع موجود زرتشتی در مورد زرتشت تنها تصاویر متناقضی دربارهٔ او ارائه می‌دهند، به ویژه در منابع متقدم و متاخر.

## خدایان
یَشت از نظر لغوی هم ریشه با کلمهٔ یسن است و معنی تحت‌اللفظی آن نیز پرستش و نیایش است. یشت‌ها سرودهایی هستند که عموماً به ستایش خدایان قدیم ایرانی مانند مهر، ناهید و تیشتر و غیره اختصاص دارند. همهٔ یشت‌ها از نظر قدمت یکسان نیستند.
Y. 1-8 به صورت شمارش نوشته شده است: خدایان به قربانی دعوت می‌شوند (۱)، لیبیت و barəsman به آنها ارائه می‌شود (۲)، سپس سایر هدایا (3-8: Srōš darūn). Y. 56 از خدایان برای توجه درخواست می‌کند. سیروزا «سی روز» خدایان را برمی‌شمارد که سی روز ماه را حمایت می‌کنند. به دو شکل وجود دارد، «کوچک». V. Yašts (Yt.) سرودهایی هستند که خطاب به خدایان اصلی هستند. Yt. 5 (132 بیت) سرود مهمی است خطاب به Arəduuī Sūrā Anahitā، الهه آبها.
منتقدان اغلب ادعا می‌کنند که زرتشتیان دیگر خدایان و عناصر طبیعت مانند آتش را با یک دعا، یعنی سرود آتش (آتش نیایش) می‌پرستند.می‌گویم: تو را می‌خوانم، ای آتش، ای پسر اهورا مزدا با همه آتش و میترا.برخی از منتقدان، زرتشتیان را به دوگانگی متهم می‌کنند و این که آنها فقط در دوران معاصر ادعای یکتاپرستی داشتند تا با تأثیر شدید اندیشهٔ مسیحی و غربی مقابله کنند که «یکتاپرستی را به عنوان برترین زمینه الهیات تمجید می‌کرد».
دپارتمان مطالعات ایران باستان اظهار می‌دارد که فتح ایران توسط اسلام، تأثیر زیادی بر دین زرتشتی داشته است: پس از فتح ایران توسط اسلام و مهاجرت بسیاری از زرتشتیان به هند و پس از قرار گرفتن در معرض تبلیغات اسلامی و مسیحی، زرتشتیان به ویژه پارسیان در هند تا آنجا پیش رفتند که ثنویت را انکار کردند و خود را کاملاً یکتاپرست دانستند و پس از چندین بار دگرگونی‌ها و تحولات، یکی از ویژگی‌های بارز دین زرتشتی به تدریج از بین رفت و تقریباً از زرتشتی مدرن محو شد.

## متغیرهای مستمر در دین

### آیین زروانی
آئین زُروانی دینی مشتق‌شده از دین زرتشت است که در دوران ساسانیان در ایران اهمیت زیادی داشت. این دین به مرکزیت خدای زمان زُروان است که به گفته زروانیان، اهورامزدا و اهریمن، دو برادر همزاد، از او به وجود آمده‌اند. آیین زروانی گونه‌ای یکتاپرستی‌است. زروانیان، زمان را منبع همه چیز می‌دانند.
زروانیان ابتدا از مزدیسنان (زرتشتیان) بودند اما در باورهای خود با دیگر مزدیسنان دچار انشعاباتی شده و از آیین مزدیسنا خارج شدند. آیین زروانی صورتی از مزدیسنا است ولی مسلماً زرتشتی نیست. در این باور، باورمندان به تجسمِ زروان، اهورامزدا و دیگر عناصرِ اصلیِ مزدیسنا روی آورند. زُروان همچنین یکی از ایزدانِ مزدیسناست.
در برخی از نوشته‌های زبان پهلوی از زُروان به صورت موجودی برتر از اورمزد سخن رفته است اما در گات‌ها زُروان اهمیتی ندارد. برخی از دانشمندان جنبشی را که موجب پدید آمدن آیین زروانی شده است مربوط به دوران اشکانی و ساسانی می‌دانند و برخی دیگر آیین زروانی را دین مغان مادی پیش از فرارسیدن دین زرتشت پنداشته‌اند. مانی با اقتباس از افکار زرتشتی زمان خود نام زروان را به خدای بزرگ که به تصور او خود صاحب دو فرزند بود به کار برده است و در واقع در وجود زروان دوگانگی مزدایی به وحدت تبدیل می‌شود. از این رو بعضی از محققان آیین زروانی را گونه‌ای یکتاپرستی دانسته‌اند.

### اسکندر مقدونی.
دایرةالمعارف بریتانیکا نشان می‌دهد که دین یونانی بر آیین زرتشت تأثیر گذاشته است.
در نتیجه فتح اسکندر، دین ایرانی تقریباً به‌طور کامل در زیر موج هلنیسم فرورفت. برای مثال در شوش که یکی از پایتخت‌های هخامنشیان بوده، اما دین اورامزدا بومی نبود، ضرب سکه‌های دوره‌های سلوکی و اشکانی نشان دهنده یک خدای ایرانی نیست. سپس دین ایرانی به تدریج دوباره ظهور کرد. در اواسط قرن اول پیش از میلاد، در کوماگنه، خدایان ترکیبی از نام‌های یونانی و ایرانی را دارند: زئوس اورومزدس، آپولو میترا، هلیوس هرمس، آرتاگنس هراکلس آرس. اولین مدرک استفاده از تقویم زرتشتی، که بر رسمیت شناختن دین زرتشتی دلالت دارد، حدود ۴۰ سال قبل در نساء (نزدیک عشق آباد امروزی در ترکمنستان) یافت شده است. تا آن زمان باید نوعی از ارتدکس ایجاد شده باشد که در آن اورامزدا و موجودات (قدرت‌های اطراف او) به خدایان دیگری مانند میترا، خورشید و ماه همجوار باشند.— 

### در زمان امپراتوری سلوکیان
از دوران امپراتوری سلوکی، در سلطنت آنتیوخوس سوم به بعد، یک آیین دولتی متمرکز از پادشاه و ملکه خدایی شده نهادینه شد. خاندان سلوکی ادعا می‌کردند که از خدای ناجی آپولو هستند. به خاطر رعایای غیر یونانی، آپولو و خواهر دوقلویش آرتمیس با خدایان مختلف محلی خورشید و ماه که در امپراتوری چند خدایی پرستش می‌شدند برابری کردند. با شروع سلطنت آنتیوخوس چهارم، سلوکیان حکومت خود را با پادشاهی کیهانی زئوس مرتبط کردند، که به همین ترتیب می‌توان آن را با خدایان آسمان غیر یونانی شناسایی کرد.

### دین زرتشتی در ارمنستان

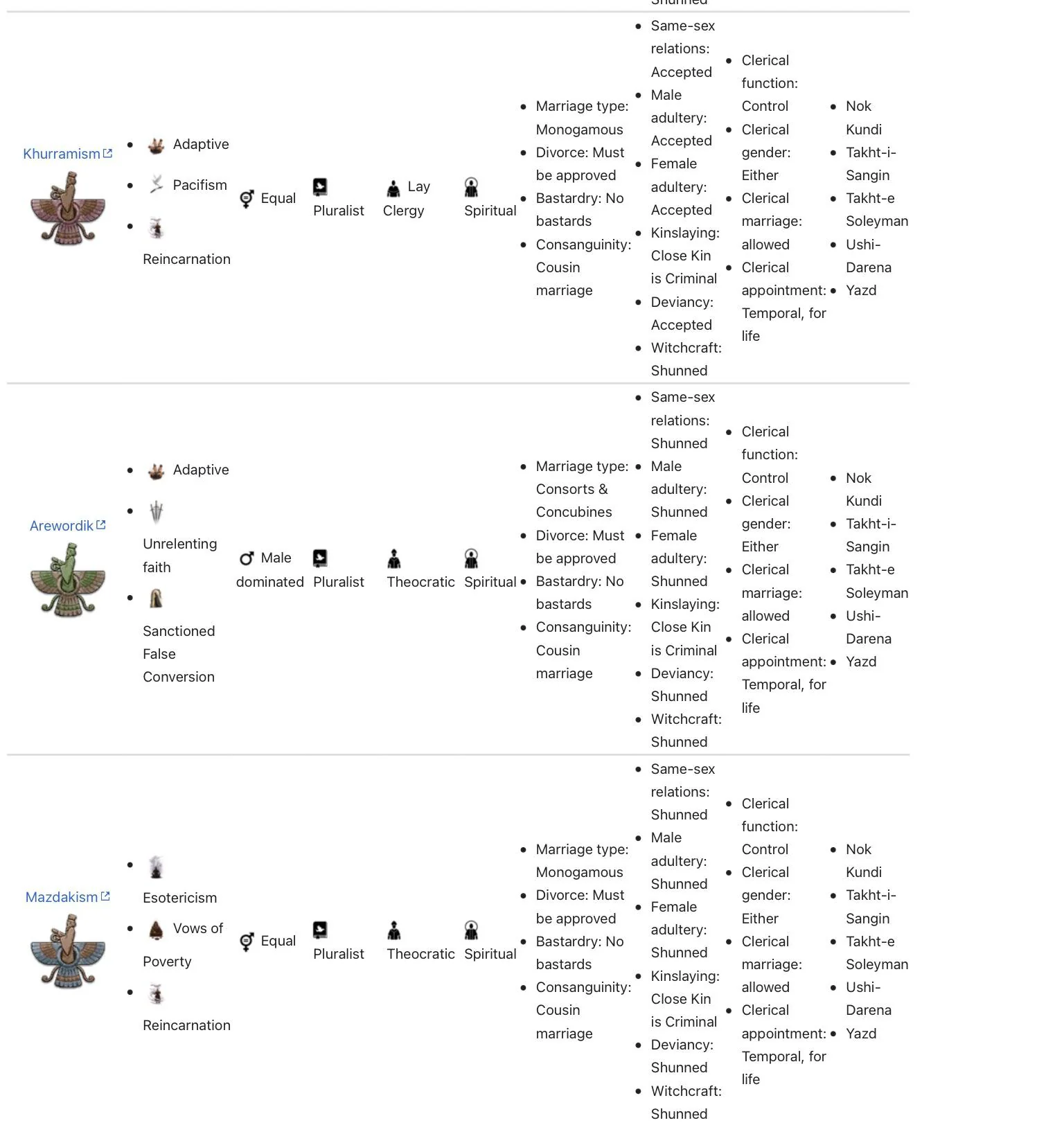
تصویری از چند فرقه زرتشتی، خرمی‌ها در ایران، آرواردیک در ارمنستان، مزدک در ایران

آرامزد خدای اصلی و خالق در نسخه ارمنی زرتشتی بود.این ایزد و نام او پس از فتح ارمنستان توسط مادها در قرن ششم قبل از میلاد از خدای اهورا مزدا گرفته شده است.آرامزد را خدای سخاوتمند باروری، باران و فراوانی و همچنین پدر خدایان دیگر از جمله آناهیت، مهر و ننه می‌دانستند. آرامزد نیز مانند اهورامزدا به عنوان پدر خدایان دیگر دیده می‌شد که به ندرت با همسری همراه بود، هرچند گاهی شوهر آناهیت یا سپندارامت بود. آرامزد شکل اشکانی اهورامزدا بود
زرتشتی گری ارمنی بسیار مخفیانه بود و در درون خود سایه ایزدان ارمنی را در بر می‌گرفت که در آیین زرتشتی نقش یازاتاس را بر عهده گرفتند، یک مغ زرتشتی که در مورد ویژگی‌های دین زرتشتی در ارمنستان صحبت می‌کرد، این گونه بیان می‌کرد:
«ما سالهای زمین را مانند شما و خورشید و ماه و بادها و آتش نمی‌پرستیم.»
در قرن چهاردهم میلادی، مخیتار آپارانتسی دربارهٔ گروهی از مردم که خورشید را می‌پرستند و به زبان ارمنی نام بردند (Արևորդիներ).
ارمنی‌هایی هم هستند که به زبان ارمنی صحبت می‌کنند و خورشید را می‌پرستند و به آنها آریووردی می‌گویند. آنها نامه و نوشته‌ای ندارند و پدران فرزندان خود را طبق افسانه‌هایی که نیاکانشان از زرتشت جادوگر رئیس معبد آموخته‌اند تربیت می‌کنند. آنها خورشید را می‌پرستند و روی خود را به سوی آن می‌چرخانند و درخت را - صنوبر و در میان گل‌ها - سوسن و پنبه و دیگران را که همیشه رو به خورشید هستند، گرامی می‌دارند. آنها خود را در ایمان و اعمال بلند و خوشبو مانند آنها می‌دانند و برای نجات جان مردگان قربانی می‌کنند و همه مالیات‌های [کلیسا] را برای کشیش ارمنی می‌آورند. رهبر آنها آزاراپت نام دارد و هر سال دو بار یا بیشتر همه - زن و مرد و پسر و دختر - در زمانی بسیار تاریک در یک مکان پنهان گرد هم می‌آیند و برهنه می‌شوند و آزاراپت برای آنها [خطبه] و حلقه‌ها را می‌خواند

### آیین مزدک

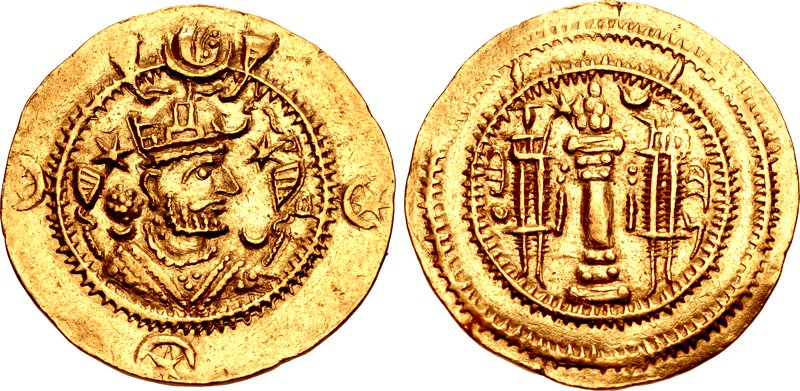
سکه کاواد اول که احتمالاً در شوش ضرب شده است

مَزْدَک یا مزدک بامدادان اصلاح‌گر اجتماعی و کنشگر مذهبیِ ایرانی در زمان شاهنشاهی ساسانی بود. وی در دورهٔ پادشاهی قباد یکم فرقه‌ای مذهبی بنیان نهاد و به تبلیغ آن پرداخت. او مروج آیینی بود که تحت تأثیر باورهای مانی به‌ویژه باور «بوندوس» یا «زرتشت خورگان» قرار داشت؛ در واقع، می‌توان گفت فرقه‌ای که مزدک بسط و گسترش داد همان آیین بوندوس بود.

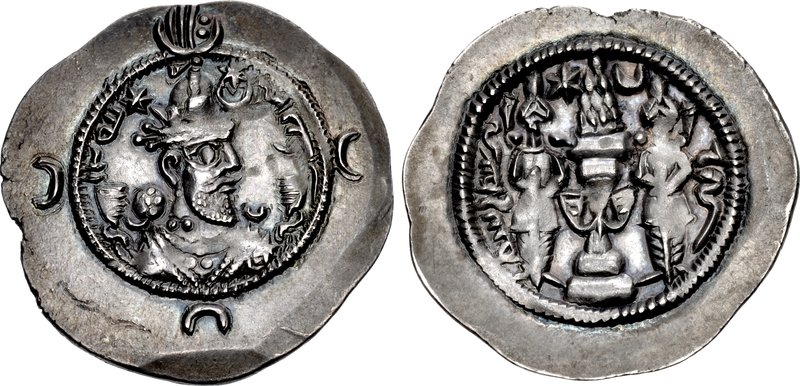
خسرو اول انوشیروان، ضرابخانه گوندشاپور

اوضاع ایرانشهر در زمان ترویج آیین مزدک نابسامان بود، و این کشور با بحران‌های اجتماعی، سیاسی و اقتصادی فراوانی دست‌وپنجه نرم می‌کرد. پیش از ظهور مزدک، قدرت شاه در مقابل قدرت طبقهٔ اشراف، روحانیون و صاحبان قدرت رو به افول گذارده بود. در برابر، قباد به حمایت از مزدکیان به‌منظور کاستن از قدرت اشراف و روحانیون دست یازید. این امر باعث همراهی مزدک و مزدکیان با پادشاهی قباد شد و اتحاد نوظهور قباد و مزدکیان از قدرت و نفوذ طبقهٔ اشراف، بزرگان و روحانیون به نفع شاهنشاه کاست. هم‌دلی قباد با مزدکیان سبب شد که آیین مزدک در تمامی قلمرو ایرانشهر بسط و گسترش یابد و حتی از مرزهای ایران نیز پا فراتر بگذارد و به شبه‌جزیره عربستان برسد. با این همه، قباد در اواخر پادشاهی خود از حمایت مزدکیان دست کشید و همین امر موجب قتل‌عام مزدک و مزدکیان به‌دست خسرو یکم شد. منابع تاریخی علل گوناگونی برای دشمنی خسرو انوشیروان با مزدکیان برشمرده‌اند؛ برخی منابع حمایت مزدکیان از به‌تخت‌نشاندن کاووس، برادر خسرو انوشیروان و پسر دیگر قباد، را علت اصلی این دشمنی دانسته‌اند.

### حمله اعراب به ایران

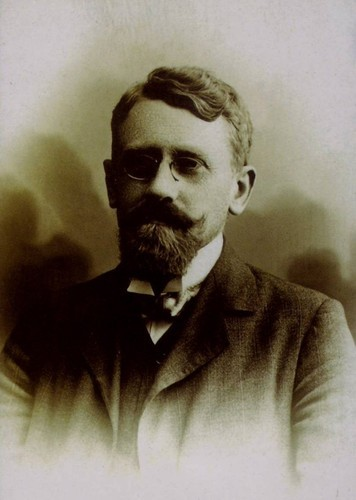
آرتور امانوئل کریستنسن

آرتور کریستنسن مستشرق در کتاب خود با عنوان «ایران در عصر ساسانیان» اشاره می‌کند که منابع مربوط به دوران دولت ساسانی در زبان پارسی باستان که به آیین زرتشتی اشاره دارد، با منابعی که پس از فروپاشی دولت به دست آمده است، مطابقت ندارد. مانند منبع پهلوی و غیره، و دلیل آن این است که به دلیل سقوط دولت، روحانیون زرتشتی ساسانی سعی در حفظ دین خود از انقراض داشتند تا دین خود را شبیه مسلمانان نگه دارند تا پیروان دین زرتشت را حفظ کنند.
گراردو نیولی اظهار می‌دارد که فتح ایران توسط اسلام تأثیر زیادی بر آموزه زرتشتی گذاشت.
پس از فتح ایران توسط اسلام و مهاجرت بسیاری از زرتشتیان به هند و پس از قرار گرفتن در معرض تبلیغات اسلامی و مسیحی، زرتشتیان، به ویژه پارسیان در هند، تا آنجا پیش رفتند که پس از چند دگرگونی، خود را کاملاً یکتاپرست دانستند و تحولات، یکی از ویژگی‌های بارز دین زرتشتی به تدریج کم رنگ شد و تقریباً از زرتشتی مدرن محو شد.— گراردو نیولی، 
مهاجرت پارسی‌ها به هندوستان باعث فقدان دانش دینی شد و همین امر باعث ایجاد تردید در موارد متعددی شد که باعث شد در زمان حکومت مسلمانان مردانی را به ایران بفرستند تا دین را از زرتشتیان ایران بیاموزند. با این حال، به گفته آرتور کریستنسن خاورشناس و چندین مورخ عرب، آموزه زرتشتی پس از سقوط دولت ساسانی تغییر کرد، زیرا روحانیون زرتشتی سعی کردند با تغییر دادن آن به دین مسلمانان، دین خود را از انقراض نجات دهند. به طوری که زرتشتیان دلیلی برای گرویدن به اسلام نداشتند، اما این امر در جلوگیری از اسلام آوردن زرتشتیان موفق نبود و همچنین باعث ظهور نسخه جدیدی از دین زرتشتی شد که شبیه اسلام بود و با زرتشتیان دوره ساسانی تفاوت داشت. دوران.
دایرةالمعارف کاتولیک می‌گوید:
دارمستتر استدلال می‌کند که اگر چنین است، پس باید وضعیت را برعکس کنیم و فرشتگان زرتشتی را به تأثیر کتاب مقدس و فیلو نسبت دهیم. شباهت بین «هفت که در برابر خدا ایستاده‌اند» در کتاب مقدس و هفت آمیشا-سپنت در زند اوستا مورد تأکید قرار گرفته است. اما باید توجه داشته باشیم که این آخری‌ها در واقع شش نفر هستند و عدد هفت تنها با شمردن «پدرشان اهورامزدا» به عنوان رئیسشان به دست می‌آید. علاوه بر این، این فرشتگان زرتشتی بیشتر انتزاعی هستند تا عینی. آنها افرادی نیستند که وظایف عظیمی مانند کتاب مقدس به آنها سپرده شده است.
به گفته برنارد لوئیس، افول دین زرتشتی ناشی از پیوند نزدیک روحانیت زرتشتی با ساختار قدرت ایران باستان بود. از دست دادن این پایگاه و کمبود دوستان در خارج از ایران و همچنین فقدان مهارت‌های قوی بقا مانند یهودیان، آنها را ناامید کرد و از تعداد آنها کاسته بود.دونر می‌گوید: «زرتشتیان قرن‌ها پس از ظهور اسلام به تعداد زیادی در شمال و غرب ایران و جاهای دیگر به حیات خود ادامه دادند و در واقع بسیاری از مجموعه متن دینی زرتشتیان در دوره اسلامی تهیه و نوشته شد.

### جنبش خرمدینان
جنبش سرخ جامگان یا جنبش خرمدینان از جنبش‌های مهم اجتماعی مذهبی پیش و پس از اسلام در ایران بود. پیش از ظهور اسلام و در اواخر عمر شاهنشاهی ساسانی این جنبش با قیام مزدک آغاز شد و پس از اسلام نیز با جنبش جاویدان پور شهرک اواخر قرن دوم هجری قمری (۱۹۲–۲۰۱) بود که بعدها بابک پور مرداس معروف به خرمدین رهبری آن را به‌دست گرفت به اوج رسید و بیش از ۲۲ سال ۲۰۱–۲۲۳ هجری قمری برابر با ۸۱۶–۸۳۸ میلادی در ناحیه آذربایجان و مناطق مرکزی ایران علیه نیروهای عرب و خلفای عباسی (علیه ستم عباسیان) جنگید، ولی عاقبت توسط معتصم خلیفه عباسی با نیرنگ به دام افتاد و کشته شد.
جنبش خرمدینان با فعالیت‌های اصلاح طلبانه مزدک در عصر شاهنشاهی ساسانی آغاز گردید و جنبشی بود با اعتقادات برابری خواهانه با تأکید بر جدایی دین از سیاست که علیه نفوذ موبدان زرتشتی در اداره کشور و نیز علیه ساختار سنتی طبقاتی جامعه ساسانی مبارزات گسترده‌ای را انجام داد. این جنبش در زمان پادشاهی قباد یکم مورد حمایت شخص شاه که قصد کاستن از نفوذ روحانیون را داشت همراه شد و در میان مردمان ایرانشهر نیز پیروان فراوانی یافت. بنا بر روایت فردوسی در شاهنامه پس از گرویدن قباد به آیین مزدک بر تعداد مزدکیان هر روز افزوده شد. با مرگ قباد یکم، خسرو انوشیروان که شاهزاده ای ضد مزدک بود به پادشاهی رسید و اینچنین بخت مزدکیان در ایرانشهر ساسانی غروب کرد. انوشیروان تعقیب و مجازات ایشان را دستور داد، مزدک نیز بنا بر روایت سیاست نامه جهت مذاکره صلح به همراه عده ای از پیروانش به دیدار با انوشیروان دعوت شد و در ضیافت شام به تمامی ایشان سم خورانده شده و این گونه خرمدینان در زمان ساسانی تقریباً سرکوب شدند گرچه پیروان مردمی آنان در جای جای ایرانشهر می‌زیسته‌اند.

#### اسحاق ترک
اسحاق ترک، مبلغی که توسط ابومسلم خراسانی والی خراسان و شخصیت برجسته انقلاب عباسی برای مردم ترک ماوراءالنهر فرستاده شد. او تمایلات زرتشتی یا خرمدینی داشت و پس از آنکه خلیفه المنصور ابومسلم را در سال ۱۳۷/۷۵۵ به قتل رساند، موعظه کرد که ابومسلم در زمانی که در کوه زرتشت باقی خواهد ماند، از رسولان راس بوده است. رجعت بدین ترتیب او بیعت گروه‌های خاصی را که ابومسلم را به عنوان امام و حتی به عنوان نشأت الوهیت پذیرفتند، به دست آورد. پیام او فقط در میان افرادی که دارای احساسات زرتشتی بودند یا کسانی که از چنین احساساتی برای ترویج مبارزه خود علیه اعراب استفاده می‌کردند، دریافت و منتشر می‌شد.

### المقنع
المقنع پیامبری ایرانی بود که در آن استان قیام علیه خلیفه عباسی مهدی را رهبری کرد. المقناد آموزه‌ای را که عناصر اسلام و زرتشتی را ترکیب می‌کرد، موعظه کرد و جنگ را نزدیک به سه سال در میدان و دو سال دیگر در قلعه‌اش در صنم ادامه داد تا اینکه سرانجام شکست خورد و خودکشی کرد.[

### به‌آفرید (پیامبر)
به‌آفرید یک ایرانی خراسانی بود که در زمان ابومسلم خراسانی (در سده یکم و دوم هجری) آیینی نو آورد و جنبش به‌آفریدان را پدیدآورد. به‌آفرید، فرزند ماه فرودین بود. به‌آفریدیان به عنوان نخستین شورشیان ایرانی ضد عرب و ضداسلام شناخته شده‌اند، که در «خواف» ناحیه میان نیشابور و هرات آغاز به کار کردند. مردم بسیاری به او گرویدند و کارش بالا گرفت.موبدان زرتشتی با او مخالفت کردند و شکایت نزد ابومسلم بردند و گفتند وی نه مسلمان است و نه زرتشتی و موجب اخلال هر دو آیین است. عبدالله، شعبه او را در کوه‌های بادغیس بگرفت و نزد ابومسلم برد و او را کشتند. نویسندگان تا اوایل قرن پنجم هجری به وجود پیروانان به‌آفرید اشاره کرده‌اند.

### استاد سیس
به گفتهٔ شهرستانی، در میان زرتشتیان گروهی وجود دارد که آنان را سیسانیه و به‌آفریدیه گویند. برخی محققان از اینکه شهرستانی این دو نام را بدون تفاوت آورده، نتیجه گرفته که آراء آنان یکسان یا دست کم مشابه بوده است. جنبش استادسیس تنها سیاسی نبود، بلکه جنبه دینی هم داشت: اینکه نوشته‌اند او داعیه پیامبری داشته و یاران او کفر و فسق و راهزنی پیشه کرده بودند.

### پارسیان هند

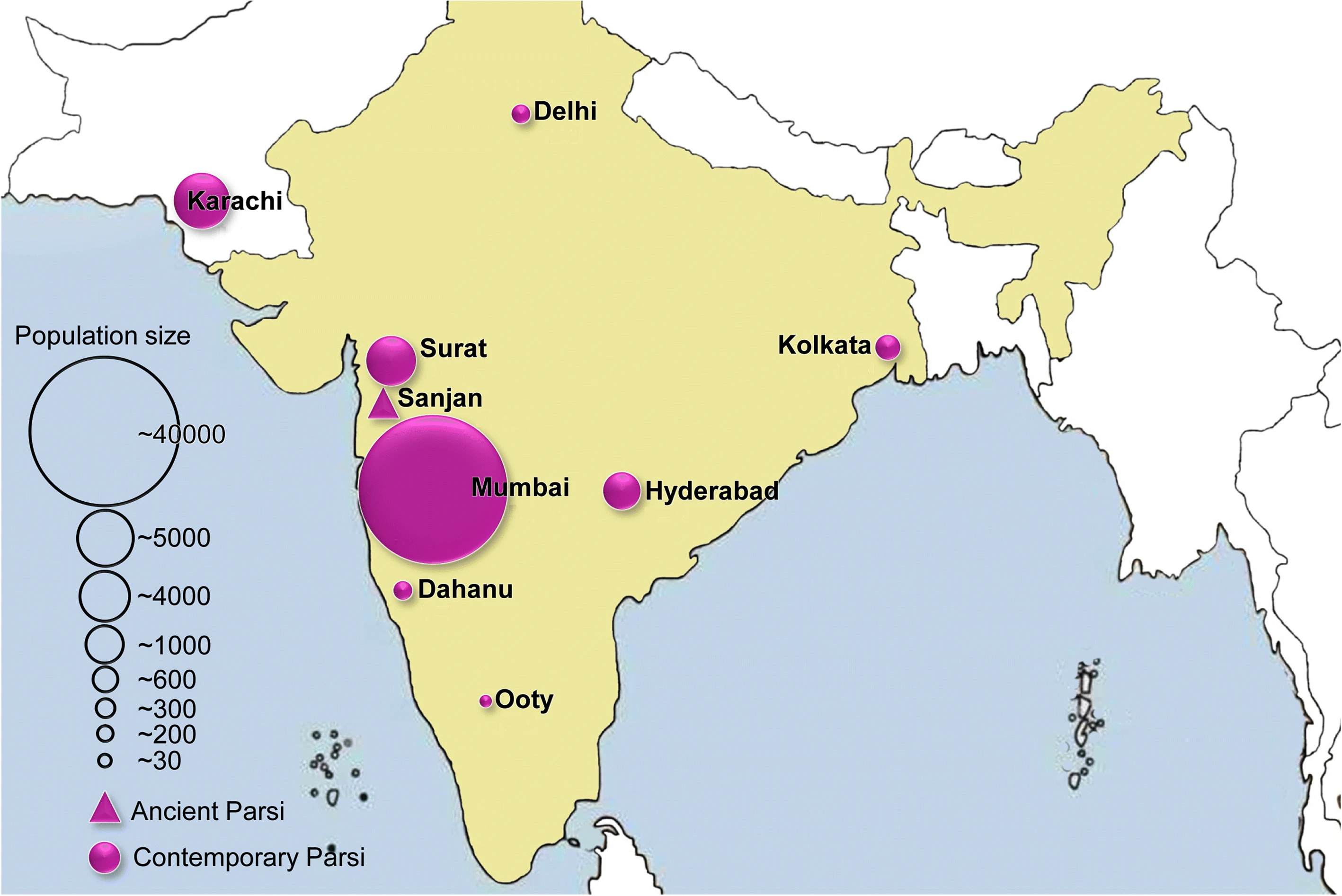
توزیع جغرافیایی جمعیت پارسی مدرن و باستان

در دهه‌های ۱۸۶۰ و ۱۸۷۰، مارتین هاگ، زبان‌شناس، کتاب مقدس زرتشتی را با عبارات مسیحی تفسیر کرد و یازات‌ها را با فرشتگان مسیحیت مقایسه کرد. در این طرح، آمیشا سپنتاس همراهان اهورامزدا هستند که همکارها میزبان فرشتگان کوچکتر هستند.
در زمانی که هاگ ترجمه‌های خود را می‌نوشت، جامعه پارسی (یعنی زرتشتیان هند) تحت فشار شدید مبلغان انگلیسی و آمریکایی قرار داشت که به شدت از زرتشتیان انتقاد می‌کردند - همان‌طور که جان ویلسون در سال ۱۸۴۳ آن را به تصویر کشید - «شرک»، که مبلغان استدلال می‌کردند که چنین است. ارزش بسیار کمتر از «توحید» خودشان. در آن زمان، دین زرتشتی فاقد الهیات خاص خود بود، و به همین دلیل زرتشتیان از تجهیز ضعیفی برای طرح ادعای خود برخوردار نبودند. در این موقعیت، تفسیر متقابل هاگ به عنوان یک تسکین خوش آمد، و (به‌طور کلی) با سپاسگزاری به عنوان مشروع پذیرفته شد.
تفاسیر هاوگه بعداً به عنوان تفاسیر زرتشتی منتشر شد که در نهایت به غرب رسید و در آنجا مشاهده شد که تفسیر هاوگه را تأیید می‌کند. مانند بسیاری از تفاسیر هاوگ، این مقایسه امروزه آنقدر به خوبی ثابت شده است که تفسیر یازاتا به عنوان یک «فرشته» تقریباً مورد پذیرش جهانی قرار گرفته است. چه در انتشارات در نظر گرفته شده برای مخاطب عام و چه در کتابو همچنین در ادبیات دانشگاهی (غیر زبانی).
دایرةالمعارف کاتولیک می‌گوید:
در دین پارسی باستان (زرتشت، مزدائیسم، پارسییسم) با آنچه ممکن است در بهترین عناصرش، بالاترین نوع آخرت‌شناسی نژادی باشد، مواجهیم. اما همان‌طور که در ادبیات پارسی می‌دانیم، حاوی عناصری است که ممکن است از ادیان دیگر به عاریت گرفته شده باشد. از آنجایی که برخی از این ادبیات قطعاً به دوران پس از مسیحیت بازمی‌گردد، نباید از این احتمال غافل شد که ایده‌های یهودی و حتی مسیحی بر تحولات آخرت‌شناختی بعدی تأثیر گذاشته است.